# Ribes henryi
Ribes henryi là một loài thực vật có hoa trong họ Grossulariaceae. Loài này được Franch. miêu tả khoa học đầu tiên năm 1898.